# Alphonse Thys
Alphonse Thys (París, 8 de març de 1807 - Bois-Guillaume, 1 d'agost de 1879) fou un compositor francès.
Des de la seva infància es dedicà a l'estudi del piano i fou admès com alumne en el Conservatori de París el 1825. Bienaime i ensenyà l'harmonia pràctica i Berton fou el seu professor de composició. El 1833 va concórrer a l'Institut per al gran premia de composició musical, el qual se'l disputaven diversos compositors. El tema d'oposició era una cantata intitulada El contrabandista espanyol, i Thys s'emportà el premi. Aquest èxit li concedí el títol de pensionat pel Govern, però l'artista no volgué viatjar per Itàlia ni Alemanya i es quedà a París cultivant l'art i donar classes i, tenint alumnes com Edmond de Polignac.
Les primeres composicions que el feren popular foren romances, cantates i retalls fàcils per a piano. El 1835 estrenà l'òpera Alda, que, mal representada, si bé no fou cap fracàs, deixà molt a desitjar tant que no tornà a representar-se en el successiu. Le Roi Margot, estrenada en el teatre Renaixement el 1839, va córrer la mateixa sort; però Thys no es desanimà per això i el 1844 presentà en l'Òpera el seu Oreste et Pylade amb tan bon èxit, que li compensà de les amargures dels seus fracassos anteriors. En el mateix teatre, i amb encara més èxit, estrenà el 1845 L'Amazone, i poc temps després La Sournoise, sent aquesta obra l'última que va escriure.